# 機甲大師
机甲大师（RoboMaster）是由大疆创新（DJI）的创始人汪滔发起承办的年度机器人竞技赛事，由共青团中央、全国学联、深圳市人民政府联合主办，为全国大学生机器人大赛旗下的四大赛事之一。机甲大师是全球首个射击对抗类的輪式机器人比赛。

## 赛事历史
2013年，大疆创新创办首届大学生夏令营，营员仅为24名在大疆体验工作的实习生，任务是实现基于机器视觉的自主移动打靶。2014年，这个大学生夏令营人数增至100名，任务是基于往届的技术积累进行优化升级，开战4v4的机器人射击对抗，形成机甲大师的竞赛规则雏形。
2015年，首届机甲大师赛正式举办（当时英文翻译叫做RoboMasters），首创5v5的机器人射击对抗模式，吸引中国内地超过3000名大学生参赛。
2016年，为了提升技术质量和竞赛体验，机甲大师组委会研发出新一代机器人裁判系统。第二届机甲大师赛阵容更新为双方各有1个英雄机器人、3个步兵机器人、1个基地机器人、1个空中机器人进行射击对抗，同时在本届大赛期间也首次引入来自海外及港澳台的高校机器人战队参赛。
2017年，机甲大师赛的英文翻译正式改为RoboMaster，第三届对抗赛阵容也升级为7v7的机器人射击对抗，发展为一项对理工学科综合能力要求全面均衡的赛事。此外，机甲大师增加挑战赛系列，并与国际顶尖机器人学会——美国电气电子工程师学会（Institute of Electrical and Electronics Engineers，简称IEEE）在新加坡联合举办首届机器人与自动化国际会议（International Conference on Robotics and Automation，简称ICRA）技术挑战赛。
2018年，发展到第四届的机甲大师赛新增了哨兵机器人、空中机器人装载发射机构等要求，专注于工程实践人才培养，吸引近200支全球队伍参赛。同年，大疆创新在澳大利亚布里斯班举办第二届ICRA人工智能挑战赛，专注于机器人学术课题研究。
2019年，第五届机甲大师赛延续了上一届的兵种配置，空中机器人不限攻击射频，成全场焦点，且场地再升级，竞技现场更精彩激烈。第三届ICRA人工智能挑战赛也在加拿大蒙特利尔成功举办。此届大赛的奖金预算达到375万人民币（约60万美元），其中对抗赛的冠军队将获得50万人民币（约7.5万美元）。除了奖金以外，大赛超过600万观众的粉丝群赋予了参赛者如同明星般的荣誉，表现出色的参赛人员还可以获得未来在大疆创新工作的机会。
赛事的举办是为了让工程师们“有展现的舞台、有智力竞技、能被许多人所热爱、能展现自己的智慧、能展现自己的精湛”，而比赛的目的是“把大学技术宅们打造成超级明星”、“产生乔布斯这样受人尊敬的发明家和企业家”，并借此社会对机器人工程学的兴趣。同时通过举办热门大赛并提供基础设施，大疆创新还可以向各大高校推广自己的产品设备和技术，使得大疆产品成为产业标准平台，并转型成一个多领域的机器人王国。

## 比赛
机甲大师赛目前共分为对抗赛、单项赛、人工智能挑战赛和青少年挑战赛四类赛事。

### 对抗赛
机甲大师超级对抗赛（RoboMaster University Championship，英文缩写 RMUC）是机甲大师赛的主要赛事，每年春夏季举行，其中总决赛于八月份在深圳湾体育中心的春茧体育馆举行。对抗赛侧重参赛队员对理工学科的综合应用与工程实践能力，充分融合了自动化、机器视觉、嵌入式系统设计、机械控制、惯性导航、人机交互等众多机器人相关技术学科，同时创新性的将电竞呈现方式与机器人竞技相结合，使机器人对抗更加直观激烈，吸引众多的科技爱好者与社会公众的广泛关注和参与。根据2016年美国科技新闻媒体The Verge的报导，机甲大师对抗赛是“世界上规模最大、最复杂、完全超乎寻常的学生机器人竞赛”。自2019赛季开始，增强现实技术被应用在赛事中，给观看实况转播视频的观众提供小地图、浮动血条、状态变化、弹药量等实时信息。
与在西方盛行多年的角斗风格的机器人搏斗赛（例如《超暴力激斗》、《机器人战斗联赛》、FIRST机器人竞赛等）不同，机甲大师赛侧重于团队合作式的远射武器射击较量。对战双方分红蓝两队，通常各自会有5～7台机器人上场，在指定的MOBA式的比赛场地内进行FPS风格的战术对抗。参赛选手用第一人称视角来遥控机器人移动并发射弹丸攻击敌方机器人和基地。每个机器人的机体上都安装有传感器可以收集抛射物撞击信息并上传给裁判系统，裁判系统相应减少被击中者的生命值，如果血量降低至零就会被判“阵亡”失去行动能力。每回合比赛历时7分钟，在时间结束前抢先击破对方基地的一方获胜；如果时间结束时双方的基地都未被击破，基地剩余血量高的一方获得比赛胜利；如果双方基地的剩余血量相同，则造成伤害值累积总值更高的一方获胜；如果伤害值总量相同，则团队血量累加值更高的一方获胜；如果所有积分值都相同，则判为平局。如果比赛必须要产生胜者，则在平局后进行一局加时赛。
机甲大师赛中的机器人使用大疆创新提供的标准化框架、图像处理、传感器、能源和通信系统，但是各团队必须自主为不同种类和功能的机器人研发人工智能、目标识别/跟踪、供弹、校准和射击等系统所需的硬件和软件，十分考验各种应用科学和工程学的基础知识和交叉学科的整合能力。所有参赛机器人只能使用电能或气动能源，不允许使用内燃机、爆炸物和有害化学品等危险品。参赛机器人的重量、尺寸、输出功率和射击初速度都被设置了较为严格的限制。上场的机器人会因为自身结构参数的原因导致携弹量有限，因此必须伺机重新补弹。普通步兵机器人使用的17毫米小弹丸可以在己方基地区的补给站获得，但是英雄机器人使用的42毫米大弹丸必须要通过工程机器人攀登赛场中央的资源岛上才能获得。空中机器人和哨兵机器人都只能携带赛前预先补充的弹药，但是空中机器人可以在自方的停机坪内通过特殊窗口接受手工补弹。为了减少“滥开枪”的情况出现，机器人每次发射弹丸都会增加“枪口热量”，一旦超过上限就会扣血。在特殊的防御点上，机器人不但会得到额外防御力，而且枪口“冷却”的速度也会加成。战场表现出色的机器人会随着时间获得经验值并升级，使得各项性能指标都得到提高。除此之外，机器人还可以通过定点射击旋转靶的方式触动能量机关（俗称“打符”），为己方获得短期的战力提升奖励。机器人在受到意外撞击时也会损血，但是用撞击方式去攻击对方是非法的。故意主动撞击、干扰、阻挡或固连敌方机器人（无论阵亡与否）的行为根据情节严重的程度，会受到裁判口头警告、遮挡操作界面、扣血、罚下甚至判负等不同轻重的惩罚。
对抗赛中的机器人有以下战术类型：
- 英雄机器人：重火力单位，每队最多一台（设定为“1”号），发射42毫米大弹丸（伤害值100点），弹丸通过虚拟金币购买。
- 工程机器人：支援单位，每队最多一台（设定为“2”号），没有攻击武器但血量较高，用于收集并兑换金、银矿石以此获取虚拟金币。
- 步兵机器人：轻火力单位，每队二～三台（设定为“3”、“4”、“5”号），发射17毫米小弹丸（伤害值10点），负责战术机动和激活能量机关。
- 空中机器人：多轴无人机单位，每队最多一台（设定为“6”号），发射17毫米小弹丸攻击地面目标，但必须在己方基地的停机坪充满电后才能起飞。
- 哨兵机器人：完全自主的特殊步兵，每队最多一台（设定为“7”号），发射17毫米小弹丸并且由云台手半自动控制。
- 飞镖系统：发射飞镖，每队最多一台（设定为“8”号），打击对方前哨站和基地，造成巨量伤害。
- 雷达系统：拥有最佳算力，为全队提供视野及预警信息。

双方的基地建筑都是四面体形状，顶尖和三侧都装有传感板，但是侧面的三个传感板平时被护盾板遮掩，使得基地面对来自地面的攻击时处于“无敌”的状态，除非顶端传感板受打击（无人机空袭，或地面单位的高仰角吊射）则不会损血。如果基地血量降低至一定值，则侧面护盾放下暴露出传感板，基地可以遭受地面打击损血。除了实体防护外，基地还在前哨战未被击破的情况下无敌，不受任何攻击影响。 
对抗赛的赛事主要分为分区赛和总决赛两阶段。分区赛采取积分循环赛制，每场比赛只有两局，两局皆胜积3分、两局一胜积1分、两局无胜积0分，平局算作“不胜”。来自中国大陆的战队分为北部、中部和南部三组，每组前八名可以晋级进入总决赛，而每组八强下面的四支队伍可以进入复活赛去争取四支外卡资格。来自港澳台、日本、东南亚和欧美地区的队伍则统一编入国际预选赛来争夺分区四强晋级决赛的资格。总决赛的32支队伍采取五轮单败淘汰制进行角逐，前三轮28场比赛（十六强、八强、四强赛）使用三局两胜制，后两轮4场比赛（半决赛、季军赛、冠军赛）使用五局三胜制。

#### 历届得胜战队
| 年   | 冠军                                               | 亚军                                                | 季军                                               | 殿军                                               |                                                    |
| ---- | -------------------------------------------------- | --------------------------------------------------- | -------------------------------------------------- | -------------------------------------------------- | -------------------------------------------------- |
| 2015 | One Point Five 电子科技大学（UESTC）               | TOE创新团队——RM挑战者队 大连交通大学（DJTU）        | 龙山飞虎队 西南科技大学（SWUST）                   | TOE创新团队——RoboMasters战队 大连交通大学（DJTU）  |                                                    |
| 2016 | One Point Five S 电子科技大学（UESTC）             | 太尔时代–SPR机器人战队 中国石油大学（北京）（CUPB） | 华南虎队 华南理工大学（SCUT）                      | RobotPilotsPlus 深圳大学（SZU）                    |                                                    |
| 2017 | 华南虎 华南理工大学（SCUT）                        | Smartrobot 山东科技大学（SDUST）                    | 火线 太原工业学院（TIT）                           | I Hiter 哈尔滨工业大学（HIT）                      |                                                    |
| 2018 | 华南虎 华南理工大学（SCUT）                        | TDT 东北大学（NEU）                                 | CUBOT 中国矿业大学（CUMT）                         | I Hiter 哈尔滨工业大学（HIT）                      |                                                    |
| 2019 | TDT 东北大学（NEU）                                | 交龙 上海交通大学（SJTU）                           | One Point Five 电子科技大学（UESTC）               | TOE 大连交通大学（DJTU）                           |                                                    |
| 2020 | 因2019冠状病毒病中国大陆疫情而更改赛制，取消线下赛 | 因2019冠状病毒病中国大陆疫情而更改赛制，取消线下赛  | 因2019冠状病毒病中国大陆疫情而更改赛制，取消线下赛 | 因2019冠状病毒病中国大陆疫情而更改赛制，取消线下赛 | 因2019冠状病毒病中国大陆疫情而更改赛制，取消线下赛 |
| 2021 | 云汉交龙 上海交通大学（SJTU）                      | I Hiter 哈尔滨工业大学（HIT）                       | 普渡华南虎 华南理工大学（SCUT）                    | TDT 东北大学（NEU）                                |                                                    |
| 2022 | 因2019冠状病毒病中国大陆疫情而取消全国赛           | 因2019冠状病毒病中国大陆疫情而取消全国赛            | 因2019冠状病毒病中国大陆疫情而取消全国赛           | 因2019冠状病毒病中国大陆疫情而取消全国赛           | 因2019冠状病毒病中国大陆疫情而取消全国赛           |
| 2023 | 交龙 上海交通大学（SJTU）                          | TDT 东北大学（NEU）                                 | 华南虎 华南理工大学（SCUT）                        | Taurus 华南农业大学（SCAU）                        |                                                    |
| 2024 | 交龙 上海交通大学（SJTU）                          | 华南虎 华南理工大学（SCUT）                         | TDT 东北大学（NEU）                                | Hello World 浙江大学（ZJU）                        |                                                    |

### 单项赛
机甲大师单项赛（RoboMaster Technical Challenge）赛侧重机器人某一技术领域的学术研究，旨在鼓励各参赛队深入挖掘技术，精益求精，将机器人做到极致。该项赛事的设立是为了鼓励参赛队提升单个机器人的技术水准、提高整体的技术实力，针对机器人某一技术领域的深入探索和学术研究，旨在培养前沿的机器人技术，激励参赛队员术业专攻。参赛队仅需研发1-2台机器人便可完成一项挑战，大大降低研发成本，将人力和资金集中化，从而寻求突破。对于年轻的队伍来说，单项赛无疑是施展拳脚的良选。
单项赛分为 “飞镖打靶”、“工程取弹”、“步兵竞速与智能射击”、“2V2对抗”四大挑战项目。
- 飞镖是RM2020赛季的新兵种。在“飞镖打靶”项目中，发射飞镖射击基地，命中次数和命中时间都会影响分数。
- 在“工程取弹”项目中，工程机器人将到资源岛获取弹药箱，获取弹丸的数量和速度都会影响分数。
- 在“步兵竞速与智能射击”项目中，步兵机器人极速穿越战场的复杂地形和障碍，并激活能量机关。
- “2V2对抗”是RM2020单项赛的全新挑战项目，由步兵机器人和哨兵机器人在战场中进行战术对抗，通过操控机器人发射弹丸攻击敌方机器人和基地。比赛结束时，基地剩余血量高的一方获得比赛胜利

### 人工智能挑战赛
ICRA机甲大师人工智能挑战赛（ICRA RoboMaster AI Challenge）由DJI机甲大师组委会与IEEE全球机器人和自动化大会（ICRA）联合主办，自2017年开始先后在新加坡、澳大利亚布里斯班和加拿大蒙特利尔联合举办该赛事，进一步扩大了赛事在国际机器人学术领域的影响力，吸引了大量全球的顶尖学府、科研机构参与竞赛和学术研讨。在2020赛季中，采用“全自动机器人射击对抗”的形式，场地内布满功能机关，参赛队伍需利用官方机器人平台，通过感知战场的环境信息，根据场上形势自主决策，进行运动规划与控制。全自动机器人通过发射弹丸击打敌方机器人进行射击对抗。比赛结束时，机器人总血量高的一方获得比赛胜利。

### 青少年挑战赛
机甲大师青少年挑战赛（RoboMaster Youth Tournament）是2020年机甲大师赛办赛五年后在2020年新推出的赛事，着重培养中小学青少年的工程理论知识与人工智能实践能力，帮助青少年完成从机器人基础、程序设计到人工智能、机器人控制原理的知识进阶，并通过竞赛的形式考查临场反应能力、发现问题和解决问题的能力，同时充分考验团队协作能力与责任感。
参赛队伍将分为初阶组（9～15岁）和高阶组（15～19岁），机器人兵种分为步兵机器人（由两台大疆2019年推出的机甲大师S1教育机器人充当）、工程机器人（由一台2020年推出的EP教育机器人充当）和空中机器人（由一台睿炽Tello EDU微型无人机充当），对战双方需要操作自主研发或改装的机器人在指定场地进行4对4战术射击对抗，通过操控机器人发射弹丸攻击对方机器人或基地。比赛过程中设有工程机器人取弹、步兵机器人自主识别与巡线、步兵机器人激活能量机关、空中机器人基地破甲等多种任务。若比赛结束时，双方基地尚且存活，则基地剩余血量高的一方获得比赛胜利。

## 衍生产品

### 机甲大师S1
机甲大师S1（RoboMaster S1）是大疆创新于2019年6月12日宣布推出的“机甲大师”系列的首款智能教育机器人，也是大疆第一款无人地面载具产品，主要面向青少年群体。S1机器人（“Step 1”的缩写，意为“第一步”）秉承寓教于乐的理念设计，在配备光、声、力等多种传感器的同时拥有中央处理器，结合定制无刷电机、全向移动底盘和高精度云台，令用户可在享受竞技乐趣的同时学习机器人、人工智能和编程知识。在机甲大师2019赛季期间，S1借助对抗赛的声势打出了“玩出名堂”、“机械美学”、“实践真知”等促销口号，几乎成为机甲大师赛事官方的准吉祥物。
S1机器人是在对抗赛中使用的步兵机器人的基础上简化设计研发出的量产型，外形酷似Q版坦克，用Wi-Fi通过移动设备上谷歌安卓、苹果iOS或微软视窗的应用程序进行遥控操作。S1的底盘由四个独立配有直流无刷电动机的12辊麦卡纳姆轮驱动，前轮有中轴悬吊系统，车体四侧的透明塑料外壳下分别配有声光传感器可以感应物理撞击和红外线照射。上方的“炮塔”其实是一个双轴平衡环架，配有1080p摄头、无线收发器和扬声器，同时两侧还装有红外线传感器。炮塔上的“武器”是一个同轴的红外线照射器和水弹枪组件，可以使用红外照射和发射水晶弹（配有LED绿光照射产生的曳光弹效果）两种方法进行对战。
S1机器人是以零散部件的形式出售，用户买回家后必须亲手组装才能使用。在装配成功后，用户还可以通过应用程序中的编程教学来学习使用Scratch和Python去改进机器人的人工智能系统。

### 机甲大师EP
机甲大师EP（RoboMaster EP）是大疆“机甲大师”系列推出的第二款教育机器人，先是在2019年11月25日的一部机甲大师S1的YouTube广告中暗示，之后在2020年3月9日正式官方发布。
EP机器人所对应的是对抗赛中使用的工程机器人，其底盘和万向轮设计与S1机器人相同，但可兼容包括伺服机构、机械臂、红外深度感应器和传动模块等各种第三方硬件，并拥有开源SDK且支持包括 Micro Bit、Arduino和Raspberry Pi在内的多种软件平台。

### 机甲大师TT
机甲大师TT（RoboMaster TT）是大疆的“天空端教育无人机”，原为大疆创新全资子公司——深圳市睿炽科技有限公司（Ryze Technology）制造的Tello EDU无人机，在其基础上拥抱开源并全新升级，通过丰富的软硬件拓展性，实现多机协同控制、人工智能应用等。同时，TT配套完善的无人机与人工智能课程以及全新赛事体系，致力于降低机器人和人工智能学习门槛，为机器人教育带来焕然一新的体验，充分激发学生的创造力，在学生刚接触科技教育初期培养其好奇心与自信心。

## 传媒作品

### 真人秀
《超能理工派》 是一档由大疆传媒（DJI Studio）原创出品，由湖南卫视团队参与制作的科技竞技真人秀节目，可视为机甲大师2017赛季的衍生网络综艺节目。该节目第一季共6期，于2017年8月13日-26日在广东省深圳市大鹏新区进行拍摄，并于2018年3月23日至4月27日之间的每周五20:30（UTC+08:00）在爱奇艺、优酷视频、哔哩哔哩、暴风影音、风行网和华为视频各大视频网站同步播出。
节目共由5场比赛组成，每场比赛包含一个任务挑战环节和一个机器人战斗环节。任务挑战环节涉及机械、嵌入式、软件工程、视觉传感等多领域技术，每个环节由节目组发布加密任务，参赛队员需先破解加密信息获得任务，及后按任务提示展开对决，获胜方将在本场的机器人战斗环节中获得一定加成。机器人战斗环节则使用参赛队员自行研发的指定种类机器人，于机甲大师比赛场地进行对决。在前三场比赛中，战斗的败方将淘汰一名队员，并由节目组安排另一位队员顶替；如双方最终战平则不淘汰任何一方队员。第四场起则不再进行队员淘汰。

### 同名动画
《机甲大师》（Robomasters: The Animated Series）是一部中日合拍的原创电视动画短剧，总共6话，由机甲大师组委会企划，深圳市大疆创新科技有限公司出品，日本动画公司DandeLion Animation Studio和GONZO共同制作。2017年10月13日起每周五21:30在WOWOW首播。中国全地区21:30由腾讯视频独家更新，国语版同步更新。

### 赛事纪录片
《机甲大师纪录片》是由机甲大师组委会与大疆传媒自2018年开始联合出品的年度纪录片系列，目前共两季。第一季共26集于2018年4月13日开始在腾讯视频上每周两集独家播出；第二季共23集于2019年4月17日开始播出。每一集围绕不同的学校队伍，讲述参赛院校队伍如何突破技术难题、推出致胜秘诀的故事。观众跟随着纪录片感受队员们在完成一项技术突破后的喜悦与激动，探秘青年工程师生活，并从中发现青年工程师们在研究与突破一项技术难题时，需要经历怎样的思考过程与付出，让大众走近这个大学里面“最苦又最酷”的群体。
主创团队希望通过纪录片，让大众看到一群不一样的年轻人：他们有自己的追求，有自己的目标，并且愿意为了共同的目标，与不同个性的同伴拧成一股绳，一起努力。组委会将这些青年工程师备赛的经历记录成片的初衷，是希望通过这些优秀青年工程师努力的身影以及脚踏实地的精神，颠覆大众对工程师“都是满手油污”的传统认知，深入了解工程师的成长过程与实际生活，记住那些发生在他们身上的关于对抗与合作、喜悦与呐喊、屈辱与荣耀、理想与现实的故事。同时，组委会也寄希望通过纪录片，向年轻一代传递工程师精神与文化，激励每一位走在梦想道路上的年轻人。

### 网络视频
《萝卜君》系列视频是以“萝卜”（“Robot”的音译）的拟人形象为主角，用轻松幽默的节目风格，欢乐吐槽机器人科技事件，传播妙趣横生的科学知识，让观众在欢笑中感受机器人的魅力。